# Katharine Weißgerber

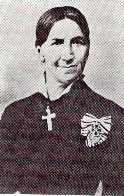
Katharine Weißgerber

Katharine Weißgerber (* 3. August 1818 in Schwarzenholz (heute Ortsteil von Saarwellingen); † 6. August 1886 in Saarbrücken), auch bekannt als Schultze Kathrin, erhielt für ihren Mut und ihren Einsatz während der Schlacht bei Spichern auf den Spicherer Höhen (6. August 1870) bei Saarbrücken das Verdienstkreuz für Frauen und Jungfrauen.

## Leben

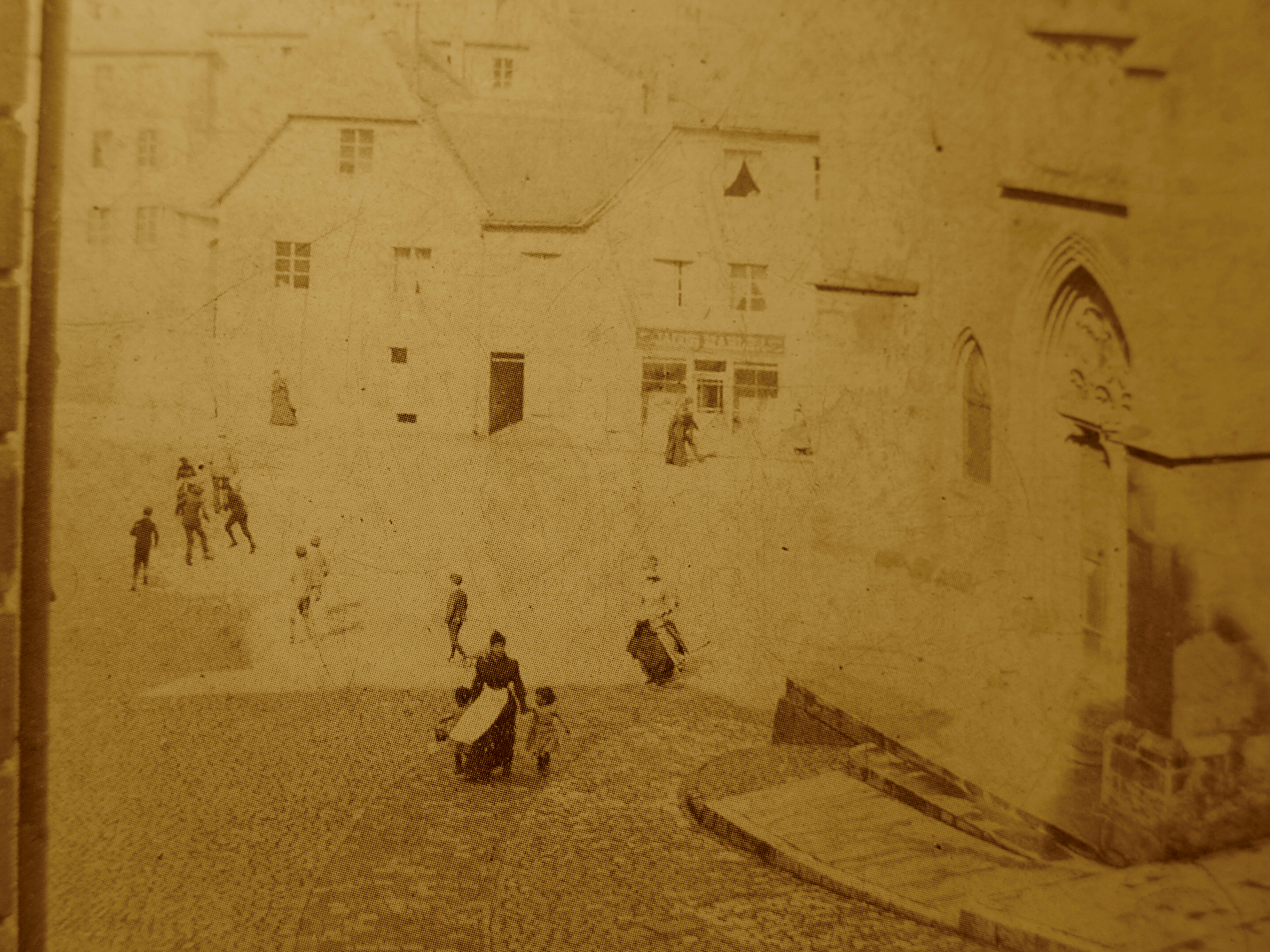
Blick auf das Geschäftshaus von Carl Jacob Schultz, rechts das Portal der Schlosskirche (Stadtarchiv Saarbrücken)

Die Tochter des Leinewebers und Bergmanns Peter Weißgerber und der Maria Katharina Lauer wurde am 3. August 1818 als deren fünftes Kind in Schwarzenholz, Maienstraße (heute Schulze-Kathrin-Straße) geboren. 
Den Namen Schultze Kathrin erhielt sie durch ihre Tätigkeit als Haushaltshilfe und Kindermädchen bei der Familie Schultz in Saarbrücken. Ihr Dienstherr Carl Jacob Schultz betrieb in Saarbrücken in der heutigen Straße „Am Schlossberg“ gegenüber der Längsseite der Saarbrücker Schlosskirche ein Manufakturenwarengeschäft. Schultz war in den Befreiungskriegen Jäger im Lützowschen Freikorps gewesen, hatte dann als Unteroffizier im 9. Husarenregiment in Saarbrücken gedient und sich im Jahr 1825 durch die Heirat mit der Zinngießerstochter Magdalena Catharina Korn in Saarbrücken etabliert. Heute befindet sich auf dem Gelände des Wohn- und Geschäftshauses der Familie Schultz ein Parkplatz.

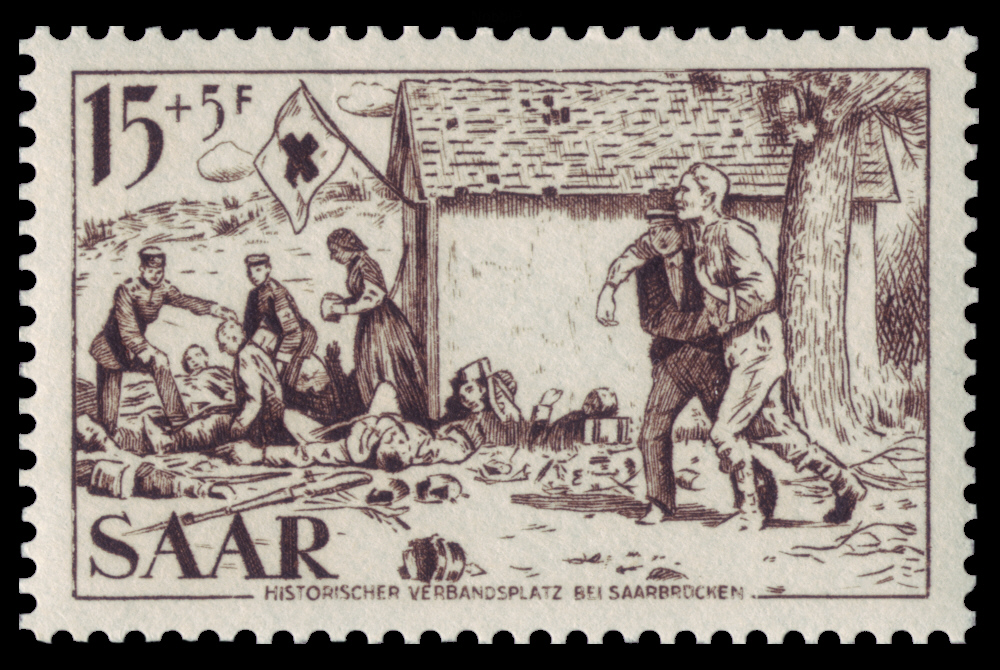
Verbandsplatz Saarbrücken

Als Frankreich am 19. Juli 1870 Preußen den Krieg erklärte, überschritten noch am gleichen Tag französische Truppen die Grenze bei Saarbrücken und nahmen die Stadt am 28. Juli unter Beschuss. Am 2. August drangen die französischen Truppen in die Stadt ein. Katharine Weißgerber brachte einen verletzten preußischen Soldaten in Sicherheit und suchte für den Sterbenden einen Priester.
Preußische Truppen trafen ein und begannen am 6. August die Gegenoffensive. Inmitten des Kampfgetümmels kümmerte sich Katharine Weißgerber um die verwundeten Soldaten. Ihr Einsatz wurde dem preußischen König Wilhelm gemeldet, der ihr das Verdienstkreuz für Frauen und Jungfrauen (d. h. unverheiratete Frauen) verlieh. 
Der Legende nach soll sie sowohl deutsche als auch französische Verwundete versorgt haben. Nach Ansicht von Historikern ist dies jedoch nicht möglich: Einerseits gibt es keinen einzigen Beleg dafür, dass Katharine Weißgerber tatsächlich französische Soldaten versorgt hat, andererseits macht es das Gelände am Spicherer Berg topographisch nicht möglich, dass sie Soldaten beider Nationen geholfen hat. Außerdem hätte sie, um hilfsbedürftige Franzosen zu versorgen, über hunderte verwundete preußische Soldaten hinwegsteigen müssen.

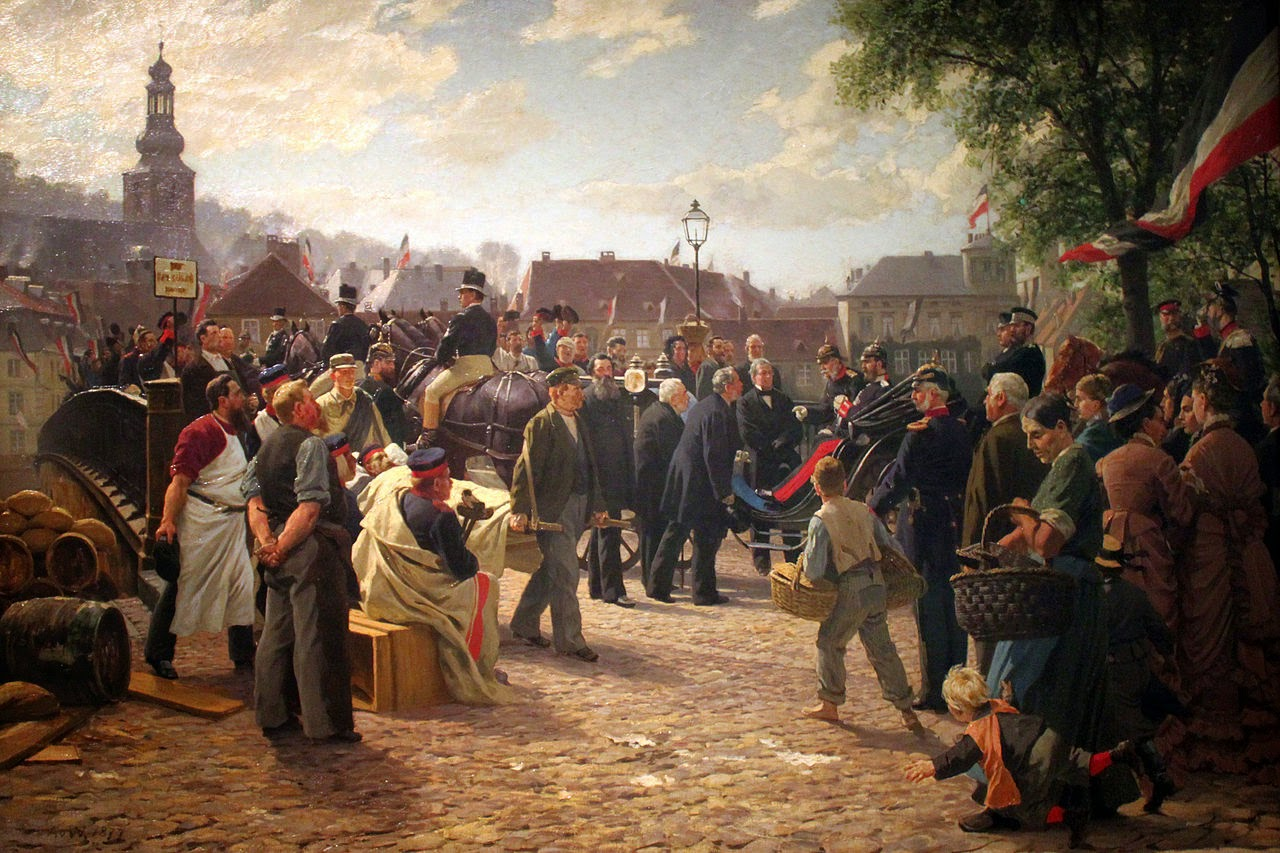
Farbskizze zu Die Ankunft König Wilhelms I. in Saarbrücken am 9. August 1870 (Deutsches Historisches Museum)

In einer Farbskizze aus dem Jahr 1877 zu seinem Gemälde Die Ankunft König Wilhelms I. in Saarbrücken am 9. August 1870 stellte der Maler Anton von Werner Katharine Weißgerber einen Korb tragend in der Menschenmenge dar. In der endgültigen Fassung des Gemäldes für den Saarbrücker Rathauszyklus wurde die Darstellung jedoch getilgt.

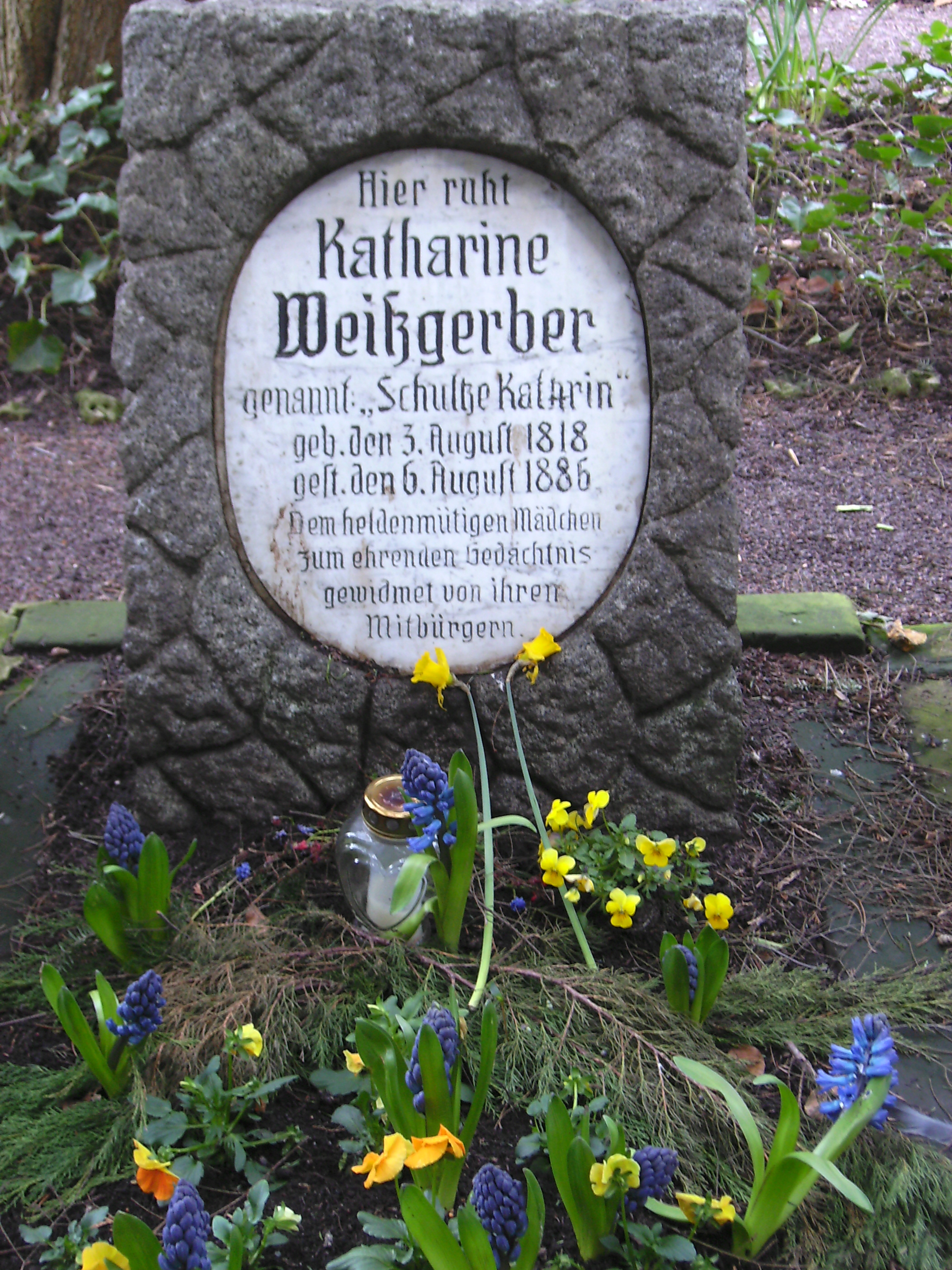
Grab auf dem Ehrenfriedhof im Deutsch-Französischen Garten

Trotz der ehrenden Anerkennung starb Weißgerber arm und nahezu vergessen. Durch Spenden nach einem Aufruf in der Saarbrücker Zeitung wurde ein Grab im „Ehrental“ finanziert, heute Teil des Deutsch-Französischen Gartens in Saarbrücken. Ihr Grabstein trägt die Inschrift:

„Dem heldenmütigen Mädchen zum ehrenden Gedächtnis gewidmet von ihren Mitbürgern.“

## Ehrungen
Katherine Weißgerber war Inhaberin der Kriegsdenkmünze 1870/71. In Saarbrücken ist eine Schule nach ihr benannt: Die „Katharine-Weißgerber-Schule / Gemeinschaftsschule Saarbrücken-Klarenthal“. Auch das heutige Gymnasium am Rotenbühl trug von 1938 bis 1945 ihren Namen. Außerdem ist eine Straße in der Landeshauptstadt nach ihr benannt. 
Im Saarwellinger Ortsteil Schwarzenholz ist ebenfalls eine Straße nach ihr benannt. Hier erinnerte an sie auch eine Gedenktafel an ihrem Geburtshaus, das zwischenzeitlich wegen Baufälligkeit abgerissen werden musste. Vor dem Feuerwehrhaus in der Bartholomäusstraße befindet sich ein kleines Denkmal mit ihrem Porträt. Die Apotheke auf der anderen Straßenseite des Denkmals und die Mehrzweckhalle im Ort tragen ihren Namen. Der Seniorenstift im Ortsteil Saarwellingen erhielt auf Vorschlag des damaligen Saarwellinger Bürgermeisters Werner Geibel den Namen Schulze-Kathrin-Hof. Bemerkenswert ist, dass in der Gemeinde Saarwellingen die Schreibweise leicht abgeändert gehandhabt wird, und zwar ohne das t in Schultze. Initiativen, dies zu korrigieren, lehnte der Nachfolger von Werner Geibel als Bürgermeister der Gemeinde Saarwellingen, Michael Philippi, mit Hinweis auf die ortsübliche Schreibweise ab.